# Romanizzazione del sistema postale cinese
La romanizzazione del sistema postale cinese (cinese tradizionale: 郵政式拼音; cinese semplificato: 邮政式拼音; pinyin: Yóuzhèngshì Pīnyīn) era il sistema di romanizzazione per i toponimi cinesi che entrò in uso alla fine della dinastia Qing e fu sancito ufficialmente dalla  Conferenza Postale Imperiale in Sessione Congiunta (帝國郵電聯席會議), tenutasi a Shanghai nella primavera del 1906. Questo sistema di romanizzazione fu conservato dopo la caduta della dinastia Qing nel 1912 e poiché era utilizzato nell'atlante postale ufficiale della Repubblica di Cina, rimase il modo più comune di rendere i toponimi cinesi in Occidente (ad esempio per i cartografi) per gran parte del XX secolo. Dopo la creazione della Repubblica Popolare Cinese, il sistema è stato gradualmente sostituito dal pinyin, che è ora quasi universalmente accettato.
Il sistema era basato sul Wade-Giles a fini postali, specialmente per i toponimi nell'atlante postale ufficiale, per le lettere e i francobolli. Usa alcuni nomi europei comuni di luoghi cinesi che si sovrappongono al sistema Wade-Giles e incorpora alcune pronunce dialettali e storiche.
Le principali differenze con il Wade-Giles includono:
- Completa mancanza di segni diacritici e di accento.
- Chi, ch'i e hsi (pinyin ji, qi e xi) sono rappresentati o come tsi, tsi e si o come ki, ki e hi a seconda della pronuncia storica, ad es.,
  - Changkiang (Ch'ang-chiang, Changjiang)
  - Chungking (Ch'ung-ch'ing, Chongqing)
  - Pechino (Pei-ching, Beijing)
  - Tientsin (T'ien-chin, Tianjin)
  - Tsinan (Chi-nan, Jinan)
- a meno che non sia l'unica vocale nella sillaba, la u del Wade-Giles diventa w, ad es., 
  - Ankwo (An-kuo, Anguo)
  - Kinchow/Chinchow (Chin-chou, Jinzhou)
- I toponimi Guangdong (Kwangtung), Guangxi (Kwangsi) e Fujian (Fukien) devono essere romanizzati dai dialetti locali, come l'hakka, il cantonese e il min (sistemi anch'essi derivati dal classico Dizionario cinese-inglese di Giles).
  - Amoy (Hsia-men, Xiamen)
  - Swatow (Shan-t'ou, Shantou)
  - Quemoy (Chin-men, Jinmen)
- I nomi europei popolari preesistenti (dal XIX secolo o prima) di luoghi della Cina devono essere conservati, come quelli dei porti dei trattati.
  - Canton (Kuang-chou, Guangzhou)

Tra le altre peculiarità ortografiche rientrano: 
- hs- diventa sh- o -s, ad es., Kishien (da Chi-hsien)
- -ê (scevà) ed -ei diventano entrambi -eh, ad es., Chengteh (da Ch'eng-te) e Pehkiao (da Pei-ch'iao). -ê occasionalmente può essere anche -e o -ei.
- La u finale a volte diventa -uh, ad es., Wensuh (da Wen-su)